# BR-259
La BR-259 es una carretera transversal federal brasileña, que actualmente se extiende desde Felixlândia, Minas Gerais, hasta la ciudad de João Neiva, Espírito Santo. Su longitud actual es de 704,4 km.
La carretera pasa por importantes áreas agrícolas, con cultivos de café, ganadería, plantaciones de eucalipto para la producción de papel y celulosa y minería, entre otras actividades económicas relevantes. Ayuda en la interconexión con el Puerto de Vitória, para la exportación de productos. 

## Galería

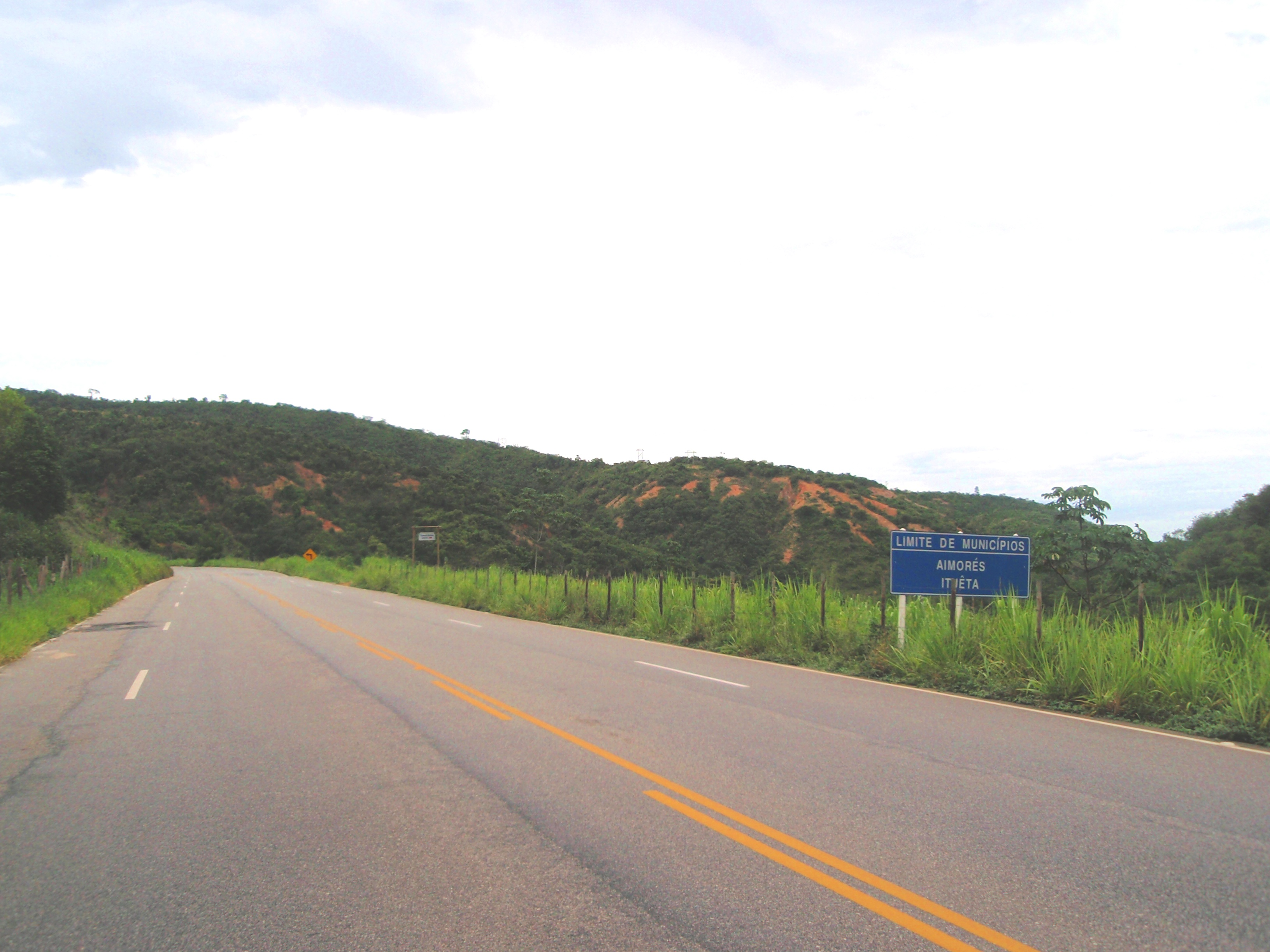
BR-359 entre Itueta y Aimorés